# Mártires hospitalarios en España
Mártires Hospitalarios de España fueron 71 religiosos de la Orden Hospitalaria de San Juan de Dios  asesinados durante la persecución religiosa en España, durante la Guerra Civil Española entre el 14 de julio y el 14 de diciembre de 1936 por los milicianos. Fueron beatificados por Juan Pablo II el 25 de octubre de 1992 en el Vaticano.
Entre los asesinados durante la persecución de 1936 se encuentran siete colombianos, que eran parte de la comunidad de Ciempozuelos (Madrid) y que también fueron beatificados por el papa Juan Pablo II el 25 de octubre de 1992, convirtiéndose en los primeros beatos colombianos de la Iglesia católica.

## Beatificación
Cuatro beatificaciones fueron realizadas el domingo 25 de octubre de 1992 por Juan Pablo II fueron; en la cuarta, fueron beatificados 71 mártires hospitalarios entre ellos Cosme Brun y Federico Rubio Álvarez. Ese día se beatificaron en total 122 mártires, incluidos 51 hermanos claretianos de Barbastro. 
La aprobación de la beatificación por martirio fue realizado a través de dos decretos donde el primero fue el 2 de mayo de 1991 promulgado por el Papa Juan Pablo II, en el que aprueba el martirio de 71 hermanos de San Juan de Dios, y el segundo fue el Decreto del 5 de julio de 2013 promulgado por el Papa Francisco, el cual aprobó el martirio de otros 24 hermanos de la misma orden.